# Jean Paroutaud
Jean Marie Amédée Paroutaud (Limoges, 17 april 1912 – Limoges, 11 december 1978) was een Franse schrijver.

## Biografie
Zijn beide ouders waren onderwijzers, maar zijn vader overleed tijdens de Eerste Wereldoorlog en Jean heeft hem nauwelijks gekend. Hij volgde middelbaar onderwijs aan het Gay-Lussaclyceum van Limoges, studeerde daarna rechten in Poitiers en vestigde zich als advocaat in Limoges, waar hij ook recht doceerde.

## Werk
Voor de Tweede Wereldoorlog had hij al radioprogramma's verzorgd, maar zijn eerste literaire werken verschenen tijdens de bezetting. Zijn boeken hebben lange tijd weinig bekendheid of verspreiding genoten, en La ville incertaine is zelfs 6 jaar bij de uitgever blijven liggen. Van deze laatste roman verscheen in 2017 de vertaling De ongewisse stad door Mirjam de Veth.
- Les enfants sur le rail (1942)
- Parpaillote (1944)
- Temps fous (1945)
- Autre événement (1947)
- La ville incertaine (1950)
- Petit Traité de ma médecine (1952)
- Vie et Aventures d'Alfred de Rocca (1954)
- La Descente infinie (1977)
- Le pays des eaux (1983)

- Bibliothèque nationale de France: cb12629988s (data)
- Gemeinsame Normdatei: 132334127
- International Standard Name Identifier: 0000 0000 8130 3951
- Library of Congress Control Number: n83800649
- Nederlandse Thesaurus van Auteursnamen: 270806261
- Système universitaire de documentation: 078862973
- Virtual International Authority File: 51811011
- WorldCat: E39PBJxrVkT8ggmVHryxCdT4MP